# Liste der Mitglieder der American Academy of Arts and Sciences/1873
Im Jahr 1873 wählte die American Academy of Arts and Sciences 7 Personen zu ihren Mitgliedern.

## Neugewählte Mitglieder
- Rudolph Julius Emmanuel Clausius (1822–1888)
- George Stillman Hillard (1808–1879)
- Wilhelm Friedrich Benedict Hofmeister (1824–1877)
- Karl Friedrich Naumann (1797–1873)
- Charles François Marie de Rémusat (1797–1875)
- James Joseph Sylvester (1814–1897)
- Friedrich Wöhler (1800–1882)